# A legbátrabb páros
A legbátrabb páros egy nemzetközi reality, amelyet a dán The Bravest című műsoron alapszik.
A műsor 2018. október 9-én indult el a TV2-n. Műsorvezetői Majka és Till Attila voltak.

## Története
A TV2 Csoport sajtótájékoztatóján, 2018. szeptember 24-én jelentette be, hogy egy újabb, celebes reality-t indít A legbátrabb páros néven, és a műsor kezdési időpontját is megjelölték. A műsort Máltán forgatták. A műsor tíz epizódja keddenként került adásba.

## A műsor menete
A műsornak a Survivor és A rettegés foka című műsorokhoz hasonló a menete. A versenyző sztárpárosoknak különféle extrém, kaszkadőri feladatokat kell végrehajtaniuk, megkűzdve félelmeikkel, fizikai és pszichés korlátaikkal.

## Szereplők
| #  | 1. évad (2018)                   | 2. évad (2018)                     |
| -- | -------------------------------- | ---------------------------------- |
| 1. | Rubos Friderika és Pintér Tibor  | Laky Zsuzsanna és Dietz Gusztáv    |
| 2. | Palácsik Lilla és Visváder Tamás | Berki Mazsi és Berki Krisztián     |
| 3. | Rubint Réka és Schóbert Norbert  | Weisz Fanni és Hajmásy Péter Pál   |
| 4. | Szikriszt Zita és Németh Kristóf | Máté Dominika és Aurelio           |
| 5. | Singh Viki és Csepregi Tamás     | Kerek Adrienn és Csórics Balázs    |
| 6. | Tóth Andi és Szabó Ádám          | Szögeczki Ági és Csenterics Ferenc |
| 7. | Keleti Andrea és Kovács Zoltán   | Szécsi Debóra és Cooky             |